# Fresnes-en-Tardenois
Fresnes-en-Tardenois ist eine französische Gemeinde  mit 278 Einwohnern (Stand: 1. Januar 2022) im Département Aisne in der Region Hauts-de-France (frühere Region: Picardie). Sie gehört zum Arrondissement Château-Thierry und zum Kanton Fère-en-Tardenois.

## Geographie
Die Gemeinde Fresnes-en-Tardenois liegt rund 20 Kilometer nordöstlich von Château-Thierry am Ru du Paradis, einem der kleinen Zuflüsse des Oberlaufs der Ourcq. Im Norden der Kerngemeinde liegt die Anlage des Schlosses (Château de Fresnes), weiter die Anwesen von La Cense und La Motte. Im Osten gehört ein Teil des Waldes Bois de la Garenne zur Gemeinde. Im Westen liegt ein größeres Waldgebiet mit den Lagenamen Les Usages und La Ventelette. Nach Süden erstreckt sich die Gemeinde über die Autoroute A 4 (Autoroute de l’Est) hinaus bis zur Eisenbahntrasse des LGV Est européenne. Auf dem Gemeindegebiet liegen die Autobahnraststationen Tardenois Nord und Tardenois Sud.

## Toponymie
Der Name der Gemeinde wird auf die Bezeichnung „fraxinus“ (Esche) und die Naturlandschaft Tardenois im Grenzgebiet der Départements Aisne und Marne zurückgeführt.

## Bevölkerungsentwicklung
| Jahr                       | 1962 | 1968 | 1975 | 1982 | 1990 | 1999 | 2006 | 2014 | 2021 |
| Einwohner                  | 212  | 188  | 211  | 191  | 245  | 263  | 238  | 268  | 274  |
| Quellen: Cassini und INSEE |      |      |      |      |      |      |      |      |      |

## Sehenswürdigkeiten

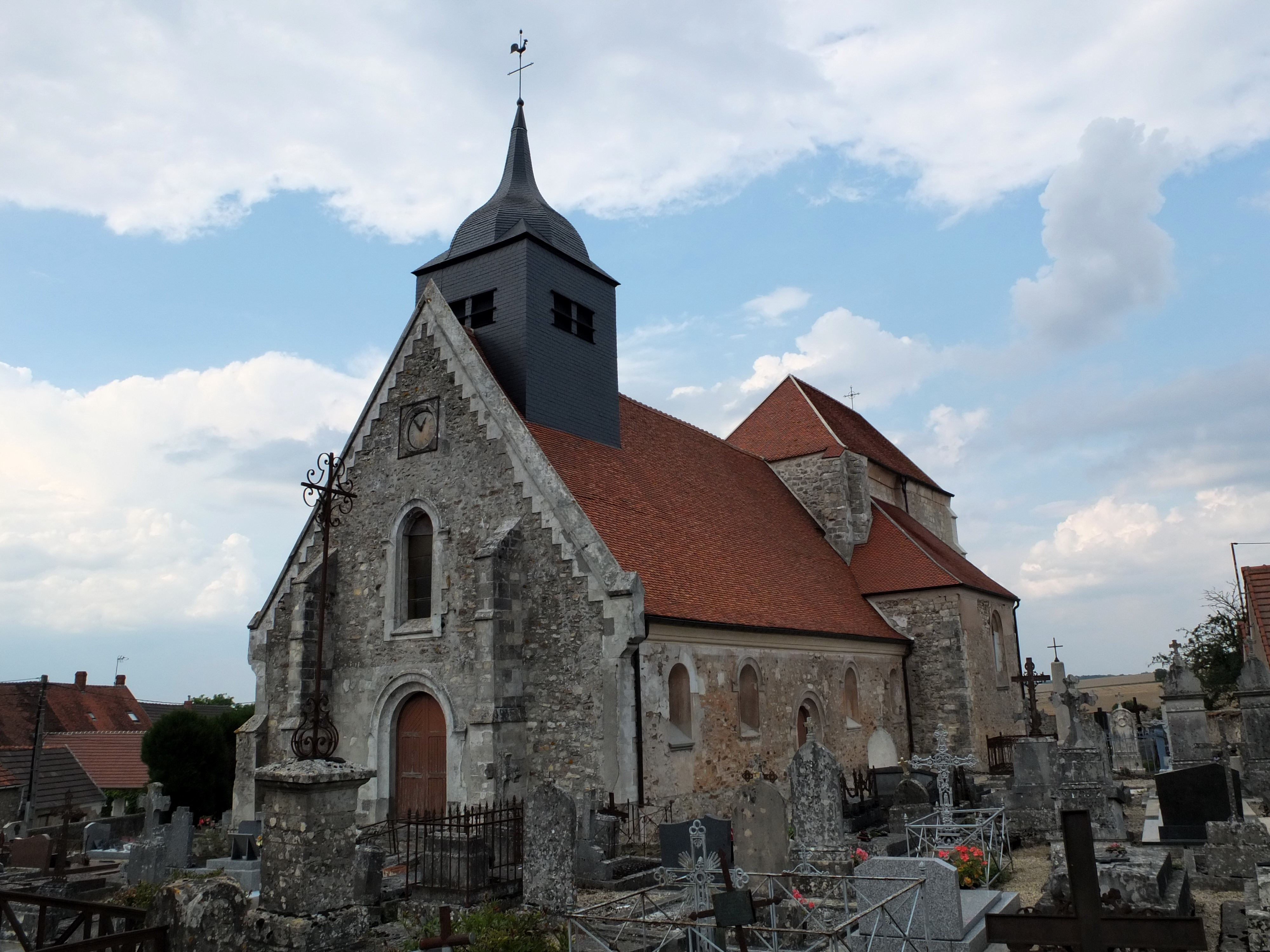
Kirche der Jungfrau Maria
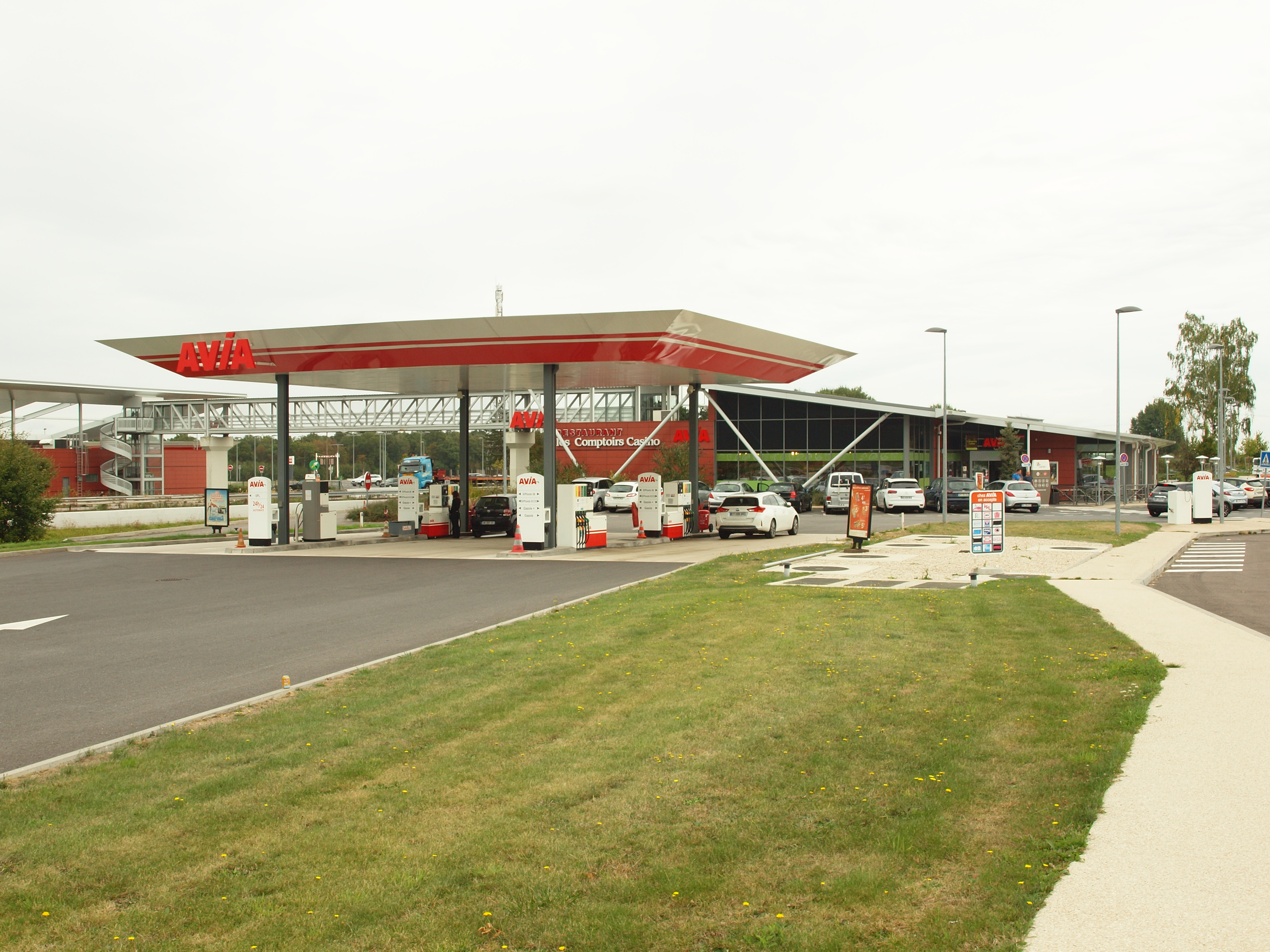
Autobahnraststätte Tardenois Sud

- Kirche der Jungfrau Maria
- Autobahnraststätte Tardenois Sud